# Теорема про зовнішній кут трикутника
Теорема про зовнішній кут трикутника — це твердження про властивість зовнішнього кута трикутника, за яким зовнішній суміжний кут трикутника дорівнює сумі двох внутрішніх кутів, не суміжних із ним.

## Формулювання
Скористаємося позначеннями на рисунку праворуч. Тоді {\displaystyle \angle CBD} або {\displaystyle \angle 4} — зовнішній кут {\displaystyle \bigtriangleup ABC} при вершині В.
{\displaystyle \angle 4=\angle 1+\angle 2}

або 
{\displaystyle \angle CBD=\angle CAB+\angle ACB}

## Доведення

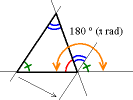
Доведення теореми за допомогою додаткової побудови прямої, яка паралельна стороні трикутника та проходить через його вершину.

Скористаємося позначеннями на рисунку праворуч. Оскільки, сума кутів трикутника буде 180°:
{\displaystyle \angle 1+\angle 2+\angle 3=180^{\circ }} ({\displaystyle \angle BAC+\angle ACB+\angle CBA=180^{\circ }}) (1)
Оскільки, кути 3 та 4 — суміжні, то їх сума буде 180°:
{\displaystyle \angle 3+\angle 4=180^{\circ }} ({\displaystyle \angle CBA+\angle CBD=180^{\circ }}) (2)
З рівності 1
{\displaystyle \angle 3=180^{\circ }-(\angle 1+\angle 2)} або {\displaystyle \angle CBA=180^{\circ }-(\angle ACB+\angle BAC)}
З рівності 2
{\displaystyle \angle 3=180^{\circ }-\angle 4} або {\displaystyle \angle CBA=180^{\circ }-\angle CBD}, звідси {\displaystyle \angle 4=\angle 1+\angle 2} або {\displaystyle \angle CBD=\angle BAC+\angle ACB}.

## Наслідки
Наслідок 1. Зовнішній кут трикутника більший за кожний внутрішній кут, не суміжного з ним.
Наслідок 2. Сума зовнішніх кутів трикутника, взятих по одному при кожній вершині, дорівнює 360°.